# 宁珍云
宁珍云（1982年6月2日—），山东省青岛市人，中华人民共和国足球运动员。

## 生平
1998年，进入青岛澳柯玛女足队；2002年，转会加入江苏华泰女足队。2003年，她獲得全国女子足球锦标赛最佳守门员。，其球队获得全国女足联赛第六名、全国女足超级联赛第四名。同年12月，入选中国国家女子足球队。
2004年6月18日，中国大学生女子足球赛决赛中，宁珍云代表徐州师范大学女子足球队4：1战胜对手获得冠军，宁珍云获最佳守门员奖。
2004年4月，她獲選参加2004年夏季奥林匹克运动会的女子足球项目，但在最後的正選名單中，她被剔除，只能觀摩比賽。最後，國家隊取得第九名的成绩。
2019年，她代表中国队参加世界大学生夏季运动会女子足球比赛。